# ジナスコ
ジナスコ（伊: Zinasco）は、イタリア共和国ロンバルディア州パヴィーア県にある、人口約3,100人の基礎自治体（コムーネ）。

## 地理

### 位置・広がり

#### 隣接コムーネ
隣接するコムーネは以下の通り。
- バスティーダ・パンカラーナ
- カルボナーラ・アル・ティチーノ
- カーヴァ・マナーラ
- チェルヴェジーナ
- コラーナ
- ドルノ
- グロペッロ・カイローリ
- メッツァーナ・ラバットーネ
- パンカラーナ
- ピエーヴェ・アルビニョーラ
- ソンモ
- ヴィッラノーヴァ・ダルデンギ

### 気候分類・地震分類
気候分類では、zona E, 2619 GGに分類される。
また、イタリアの地震リスク階級 (it) では、zona 3 (sismicità bassa) に分類される
。

## 行政

### 分離集落
ジナスコには、以下の分離集落（フラツィオーネ）がある。
- Zinasco Vecchio, Zinasco Nuovo, Sairano, Cascinino, Bombardone